# Gia Carangi
Gia Carangi (29. ledna 1960 – 18. listopadu 1986) byla americká modelka považovaná za jednu z vůbec prvních opravdových supermodelek na světě. Její úspěšná kariéra trvala mezi lety 1978 až 1983. V tomto období si vypěstovala silnou drogovou závislost, která ji postupně připravila o zakázky, zapříčinila její finanční úpadek, sociální vyloučení, zdravotní problémy a v konečném důsledku i předčasnou smrt v 26 letech.

## Mládí
Gia Marie Carangi se narodila jako prvorozené dítě Josepha a Kathleen Carangiových 29. ledna 1960. Měla italské, irské a waleské kořeny. Rodina žila na okraji Philadelphie, kde provozoval její otec malou síť rychlého občerstvení, zatímco se matka starala o domácnost. V roce 1971 kvůli sporům s manželem Kathleen rodinu opustila a o rok později se provdala za jiného muže. Gia střídavě pobývala u obou rodičů. Tento způsob života nesla velice těžce. Ještě jako dítě začala experimentovat s alkoholem, marihuanou a zneužívala léky. Zhlédla se v rebelské osobnosti Davida Bowieho a začlenila se mezi jeho obdivovatele, kteří se často zdržovali v různých gay klubech. Jak Gia dospívala, rozpoznala Kathleen její potenciál v modelingu a navrhla jí, aby zkusila oslovit nějakou agenturu. Společně se začínajícím fotografem Mauricem Tannenbaumem, který vytvořil její první modelingové fotografie, se přesunuli do New Yorku.

## Kariéra modelky
Na začátku roku 1978 se Gia seznámila s bývalou modelkou Wilhelminou Cooperovou, která provozovala svou vlastní modelingovou agenturu a hledala nové tváře. Giina přirozená krása a nenucené vystupování na ni udělaly velký dojem. Na konci 70. let dominoval modelingu určitý typ ženy, kterému se Gia vymykala. Na Wilhelmino naléhání se v New Yorku usadila natrvalo a téměř okamžitě získala významné zakázky od prestižních módních magazínů, včetně italské verze Vogue. Její odloučení od rodiny si však začalo vybírat svou daň v podobě pocitu neustálé osamělosti. Neúspěšně se pokoušela přemluvit svého bratra Michaela, aby se za ní přestěhoval. Ani milostný vztah s vizážistkou Sandy Linter jí nepřinesl vytouženou stabilitu. Svou osamělost Gia zaháněla jako pravidelná návštěvnice populárních klubů mj. Studio 54 nebo Mudd, kde také začala rekreačně užívat kokain. Její nejbližší osobou se stala Cooperová, které však byla v zimě roku 1980 diagnostikována rakovina plic.

Během focení v Karibiku téhož roku se poprvé otevřeně projevil Giin problém s kokainem. Krátce nato Cooperová zemřela a Gia upadla do silné deprese, kterou začala řešit nitrožilní aplikací heroinu. Přes své osobní potíže měla stále velké množství zakázek především od magazínů Vogue a Cosmopolitan, ale předváděla také pro Versaceho, Armaniho, Dior, Yves Saint-Laurenta a další. Lidé, kteří v roce 1980 s Giou spolupracovali, si brzy uvědomili, že je těžce drogově závislá. Heroin si často aplikovala i během práce. Špatně artikulovala a čím dál častěji měla problém při focení neusnout. Na fotografiích pro listopadové vydání Vogue byly už na jejích předloktích patrné stopy vpichů, které musely být vyretušovány. Později se musela kvůli stavu svých žil podrobit chirurgickému zákroku. Na konci roku 1980 rozvázala Gia smlouvu s agenturou Wilhelminy Cooperové a podepsala kontrakt s Eileen Fordovou. Kvůli její nespolehlivosti však byla smlouva vypovězena po pouhých 3 týdnech a Gia přešla pod agenturu Elite.

Na začátku roku 1981 konečně opustila New York, nastěhovala se zpět k matce a přihlásila se na odvykací program ve snaze zbavit se závislosti a získat nové pracovní nabídky. Bohužel se také seznámila se stejně starou dívkou, která byla také závislá na heroinu a s ní v jeho užívání pokračovala. Na jaře 1981 byla Gia zadržena poté, co pod vlivem drog a alkoholu ujížděla před policií po menší nehodě. Krátce na to vykradla byt své matky. Znovu prošla detoxikačním programem a přihlásila se na léčení, které však přerušila poté, co se dozvěděla o smrtelné nehodě svého přítele. Na konci roku 1981 už byly na jejích rukách a zádech jasně patrné abscesy. Rozhodla se nastoupit další léčení ve Philadelphii a za prací do New Yorku dojížděla. V zimě roku 1982 nafotila snímky pro dubnové číslo Cosmopolitanu. Její ruce byly v takovém stavu, že je musela schovávat za zády. Byla to její poslední velká zakázka na obálku magazínu. Téhož roku se objevila v dokumentu 20/20 o světě modelingu, ve kterém vyvrátila zvěsti o své závislosti a nepřesvědčivě se vyjádřila k otázce, zda jí modeling činí šťastnou. Agentura Elite se neúspěšně pokusila zabránit zveřejnění tohoto interview. Na začátku roku 1982 jí byla vypovězena smlouva poté, co usnula přímo při focení a popálila se na hrudníku cigaretou. Nikdo z větších klientů s ní kvůli špatné reputaci nechtěl spolupracovat a získala pouze menší zakázky pro módní domy v Evropě. Ani kolegové z branže nechtěli být spojováni s drogově závislou modelkou kvůli obavám o svou kariéru a postupně s ní přerušili veškerý kontakt. Na jaře roku 1983 byla při focení v Tunisku opět přistižena s drogami a její kariéra tím byla prakticky u konce. Její poslední zakázka byla pro společnost Otto Versand, více známá pod názvem OTTO, která provozuje zásilkovou službu především s oděvy.

## Úpadek a smrt
Ještě v roce 1983 Gia definitivně opustila New York a odjela do Atlantic City, kde žila mezi narkomany a živila se krádežemi, podvody a zřejmě i prostitucí. Byla zde také přepadena a znásilněna. Všechen svůj osobní majetek postupně rozprodala. Své poslední peníze odevzdala přítelkyni, žila na podpoře a přihlásila se na šestiměsíční léčebný program. Po léčení se vrátila do Philadelphie, kde prodávala v obchodě GAP s oblečením. Projevila zájem o film a fotografii. Znovu obnovila vztah se svou matkou a začala hledat způsob, jak se vrátit k modelingu. Její zdravotní stav se však rychle zhoršoval. Trpěla halucinacemi, depresemi, schizoafektivní poruchou, kožními problémy, infekcí prstů u nohou, měla anémii, poruchu kostní dřeně a při chůzi musela používat hůl. Na krátké období se opět vrátila k heroinu. Také se neúspěšně pokusila o sebevraždu předávkováním. V roce 1986 jí bylo během hospitalizace se zápalem plic diagnostikováno onemocnění AIDS, kterým se pravděpodobně nakazila z použitých injekčních jehel. Po propuštění do domácího léčení se pokusila vyhledat psychiatrickou pomoc. Kvůli obavám z tehdy málo známé nemoci ji však všude odmítli. Poté, co začala trpět trvalým vaginálním krvácením a dehydratací, byla hospitalizována a umístěna do izolace, kde trávila poslední chvíle života ve společnosti své matky. Musela být napojena na dýchací přístroj, takže s ní komunikovala pouze pomocí psaných vzkazů. Zemřela 18. listopadu 1986 ve věku 26 let. Její pohřeb navštívila pouze hrstka přátel a příbuzných. Mnozí z těch, co ji znali a se kterými pracovala, se o její smrti dozvěděli až o několik měsíců později. Novou vlnu zájmu o její život přinesl úspěšný film Gia z roku 1998 s Angelinou Jolie v hlavní roli. Ta za svůj výkon obdržela Zlatý glóbus.